# Allée Célestin-Hennion
Allée Célestin-Hennion är en gata på Île de la Cité i Quartier Notre-Dame i Paris 4:e arrondissement. Gatan är uppkallad efter den franske polisprefekten Célestin Hennion (1862–1915). Allée Célestin-Hennion börjar vid Quai de la Corse 19 och slutar vid Quai de la Corse 21. Gatan namngavs i juli 2007.

## Bilder
| - Gatuskylt. - Célestin Hennion. - Allée Célestin-Hennion. |

| - Marché aux fleurs. - Sainte-Chapelle. - Marché aux fleurs Reine-Elizabeth-II. |

## Omgivningar
- Notre-Dame
- Sainte-Chapelle
- Marché aux fleurs Reine-Elizabeth-II
- Rue Aubé
- Rue de la Cité
- Rue de Lutèce

## Kommunikationer
- Tunnelbana – linje  – Cité
- Busshållplats Cité – Parvis Notre-Dame – Paris bussnät, linjerna 21 47 75

### Webbkällor
- ”Allée Célestin-Hennion”. Mairie de Paris. https://web.archive.org/web/20190905050818/http://www.v2asp.paris.fr/commun/v2asp/v2/nomenclature_voies/Voieactu/1636.nom.htm. Läst 29 mars 2022.
- ”Allée Célestin-Hennion (4ème arrondissement)”. Les rues de Paris. https://web.archive.org/web/20170607035423/http://www.parisrues.com/rues04/paris-04-allee-celestin-hennion.html. Läst 29 mars 2022.